# Highlands

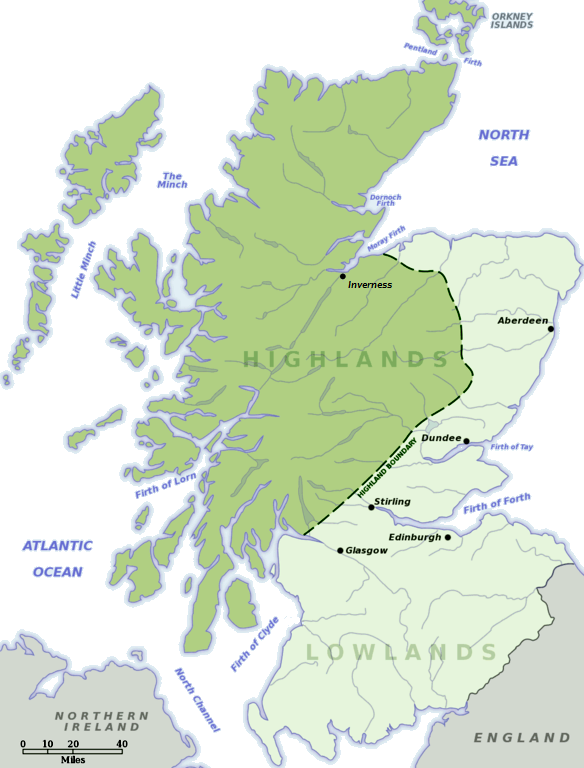
Highlands im Norden Schottlands

Die Highlands – Hochland von Schottland, Schottisches Hochland, schottisch-gälisch: A’ Ghàidhealtachd – sind das nordwestliche Gebiet Schottlands. Neben gebirgigen Gegenden mit etlichen  Munros prägen über weite Teile baumlose Moore die Highlands.

## Lage
Die Highlands werden von den tiefergelegenen Central Lowlands durch eine aus der Luft deutlich erkennbare Linie (den Highland Boundary Fault) abgegrenzt, die südwestlich-nordöstlich von Ardmore am Firth of Clyde durch den südlichen Loch Lomond (Inchmurrin/Balmaha) und weiter bis Stonehaven an der Nordsee verläuft. Die Verwaltungseinheit Highland (Council Area) bildet nur einen Teil der geografischen Highlands.
Die Highlands sind durch den tektonischen Graben Great Glen (gleann ist das gälische Wort für Tal) in die Northwest Highlands und die Grampian Mountains unterteilt. Entlang des Great Glen befinden sich verschiedene Seen, u. a. Loch Ness. Der höchste Berg der britischen Inseln, der Ben Nevis (1345 m), befindet sich in den Grampian Mountains.
Die Highlands waren dem englischen Einfluss weniger ausgesetzt als die Lowlands. Die schottisch-gälische Bezeichnung A’ Ghàidhealtachd bedeutet „Gälentum“ im Sinne von Region der gälischen Kultur und Sprache, wiewohl heute ein Großteil englischsprachig ist. Dadurch haben sie den eigenen kulturellen Charakter stärker bewahrt. Insbesondere ist die Clan-Struktur in den Highlands teilweise noch lebendig beziehungsweise wiederbelebt. Heute wird dies auch für den Tourismus bewahrt. Ihre Clans und die Whisky-Produktion haben die Highlands weltberühmt gemacht.
Dass die weiten Highlands heute weitgehend unbewaldet und unbesiedelt sind, ist vor allem eine Folge der Highland Clearances, der Vertreibung der ansässigen Bevölkerung zwischen 1762 und 1884.

## Besitz
Stand 2024 gehört mehr als die Hälfte des schottischen Grund und Bodens 500 Familien und Unternehmen.

## Flora
Die Highlands bestehen zu großen Teilen aus Mooren mit Torfschichten von bis zu fünf Metern Tiefe. Bis 1000 n. Chr. waren die Highlands bis unter 600 Metern Meereshöhe noch bewaldet. Dann begann die Abholzung. Um 1900 waren noch etwa 5 % der Fläche Schottlands bewaldet. Rotwild und dessen Vorliebe für Jungtriebe sorgte dafür, dass keine Bäume nachwuchsen. Im frühen 21. Jahrhundert wurde in einzelnen Teilen der Highlands mit einer Aufforstung begonnen. Um die Erfolgsaussichten der Wiederbewaldung zu erhöhen, wurde in manchen Gebieten der Bestand an Rotwild reduziert. Des Weiteren wurde vereinzelt mit der Renaturierung von ausgetrockneten Torfmooren begonnen.

## Whisky
Der überwiegende Teil schottischen Whiskys wird in der Region Highlands gebrannt. Als Whisky-Region werden die Highlands häufig in die Northern, Western, Southern und Eastern Highlands sowie die Islands unterteilt. Obwohl geographisch zu den Highlands gehörend, wird die Whisky-Region Speyside gesondert betrachtet und nicht zur Whisky-Region Highlands gezählt. Bei Speyside ist die Namensgebung allerdings nicht immer einheitlich, da einige Destillerien, die in Speyside liegen, ihren Whisky als Highland Malt bezeichnen.

## Siehe auch

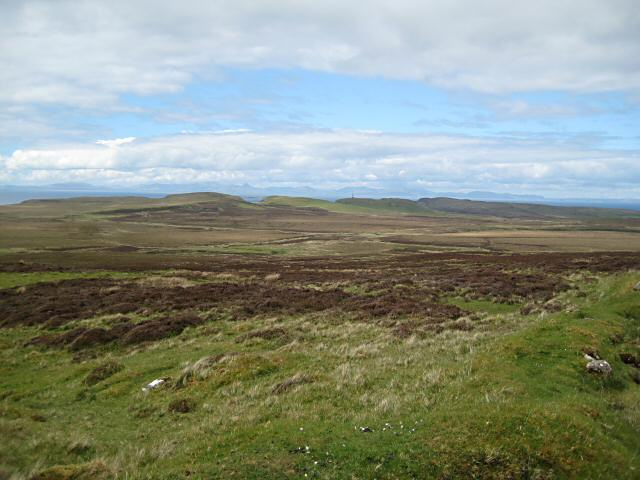
Highlands